# Ulica Bożego Ciała w Krakowie
Ulica Bożego Ciała – ulica w Krakowie w dzielnicy I Stare Miasto, na Kazimierzu. Łączy ulicę J. Dietla z placem Wolnica. Wytyczona w ramach planu lokacyjnego Kazimierza w 1335 roku. 
Obecna nazwa obowiązuje od 1818 r. Początkowo niezabudowana. Do ulicy przylegał jedynie budynek szkoły parafialnej. Po wyburzeniu murów miejskich Kazimierza w 1842 r. ulicę przedłużono do ul. Miodowej. Z tego okresu pochodzi większość zabudowy. W 1892 r. ulicę przedłużono do ul. Józefa Dietla.

## Zabudowa
Budynki to głównie czynszowe kamienice z końca XIX wieku.
- ul. Bożego Ciała 1 (ul. Dietla 49) – czynszowa kamienica. Projektował Karol Knaus, 1897.
- ul. Bożego Ciała 2 (ul. Dietla 51) – czynszowa kamienica. Projektował Maksymilian Nitsch, 1899.
- ul. Bożego Ciała 3 (ul. Miodowa 8) – czynszowa kamienica. Projektował Karol Knaus, 1899.
- ul. Bożego Ciała 6 (ul. Miodowa 11) – czynszowa kamienica. Projektował Leopold Tlachna, 1896.
- ul. Bożego Ciała 7 – czynszowa kamienica. Projektował Leopold Tlachna, 1893.
- ul. Bożego Ciała 8 – czynszowa kamienica. Projektował Leopold Tlachna, 1893.
- ul. Bożego Ciała 9 – czynszowa kamienica, 1894–1895.
- ul. Bożego Ciała 10 – czynszowa kamienica. Projektował Leopold Tlachna, 1892.
- ul. Bożego Ciała 11 – czynszowa kamienica, 1895–1896.
- ul. Bożego Ciała 12 – czynszowa kamienica, 1890.
- ul. Bożego Ciała 13 (ul. Meiselsa 18) – Synagoga Chewra Thilim. Projektował Leopold Kopold, 1896. ul. Bożego Ciała 14 – czynszowa kamienica, 1890.
- ul. Bożego Ciała 17 – czynszowa kamienica. Projektował Paweł Barański, 1860–1865.
- ul. Bożego Ciała 18–20 (ul. Józefa 12) – dawny zajazd, obecnie mieszkania i restauracje. W kamienicy znajdował się do II wojny światowej, dom modlitwy Etz Chaim. Budynek powstał w 1802 roku.
- ul. Bożego Ciała 19 (ul. Józefa 10) – kamienica powstała w latach 1861–1862 ze scalenia i przebudowy dwóch budynków, z XVIII i XIX wieków. Obecnie hotel.
- ul. Bożego Ciała 24 – budynek należący do konwentu kanoników regularnych, pierwotnie „Nowa Szkoła”. Budynek powstał w XVI wieku, wielokrotnie był przebudowywany.
- ul. Bożego Ciała 26 (ul. św. Wawrzyńca 2) – kościół Bożego Ciała i konwent kanoników laterańskich regularnych.
- ul. Bożego Ciała 29 – kamienica, 1896.
- ul. Bożego Ciała 31 (pl. Wolnica 6) – kamienica, proj. Antoni Pluszczyński, 1826.

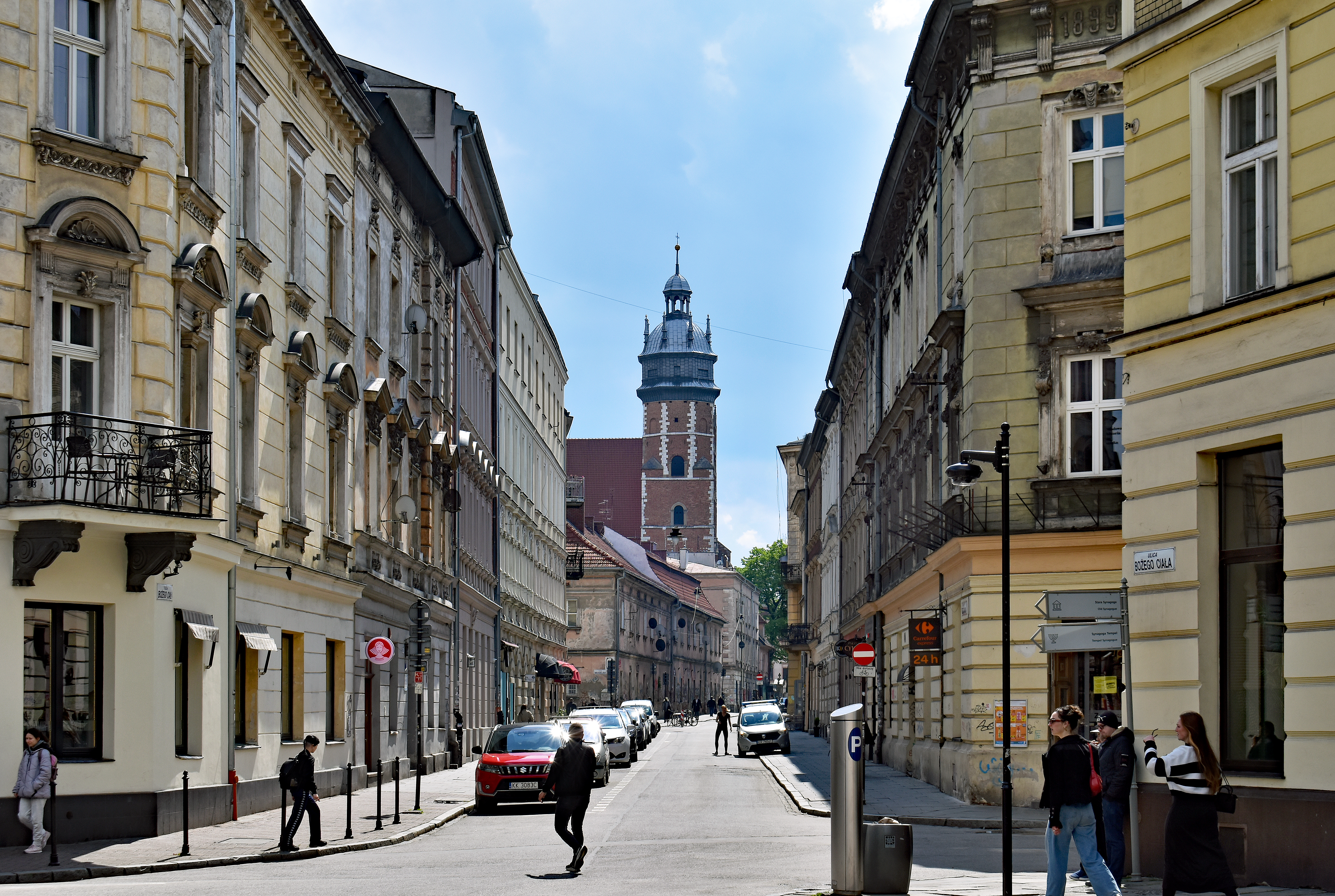
Widok z ul. Miodowej w stronę pl. Wolnica
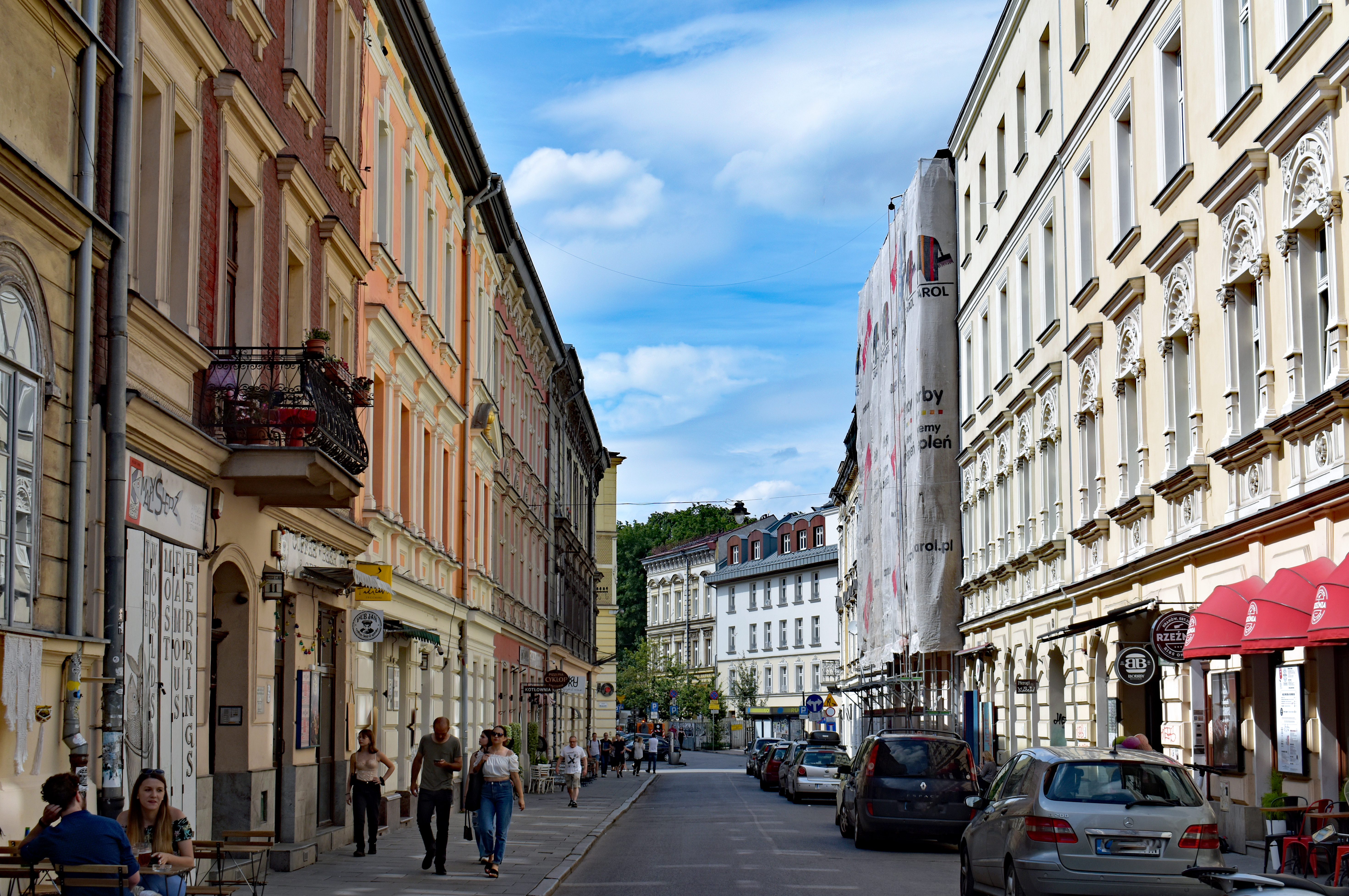
Widok ze skrzyżowania z ul. Meiselsa na północ
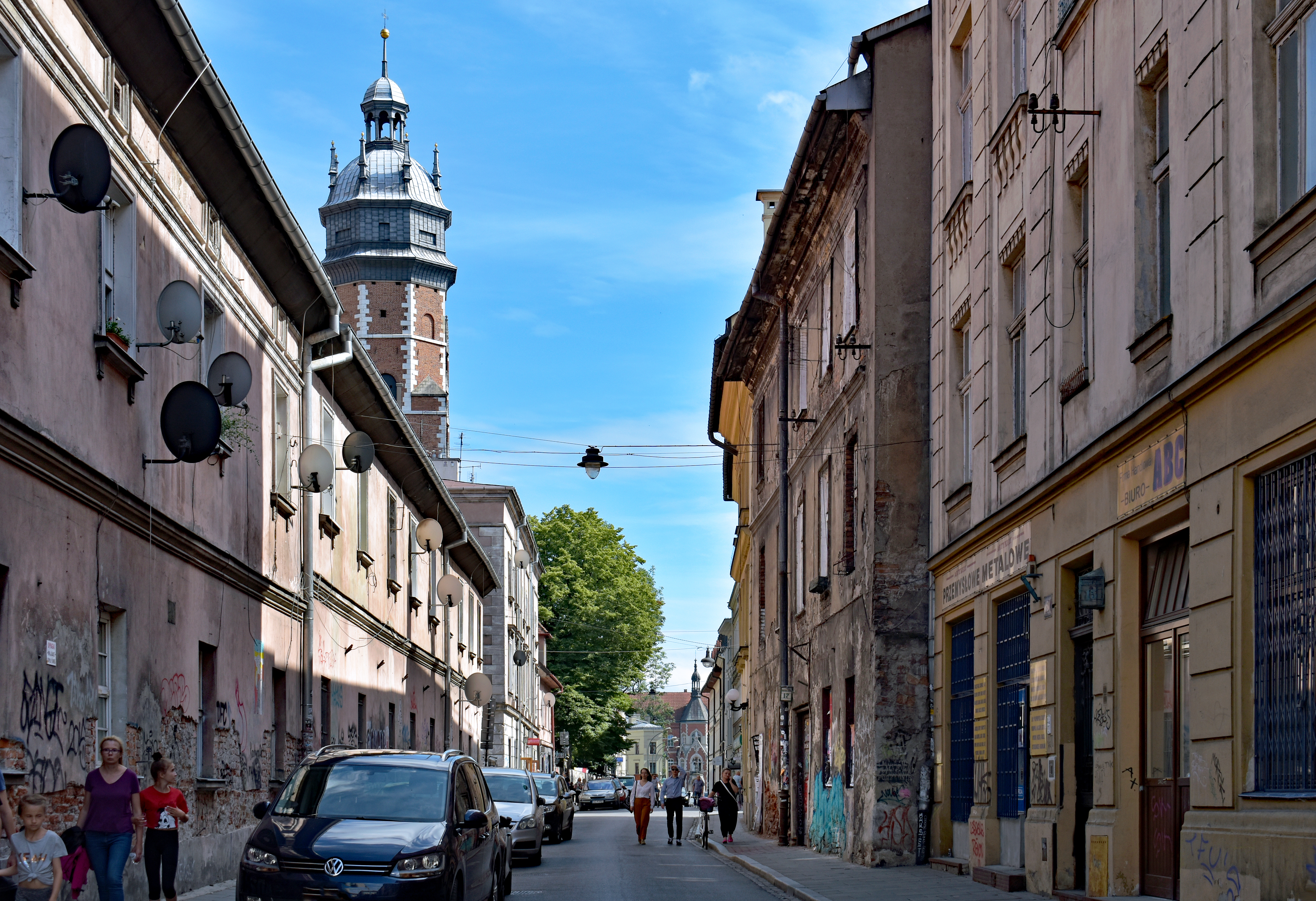
Widok ze skrzyżowania z ul. Meiselsa na południe. Po lewej dawny zajazd, dalej widoczna wieża kościoła Bożego Ciała. Ostatni plan to szpital bonifratrów
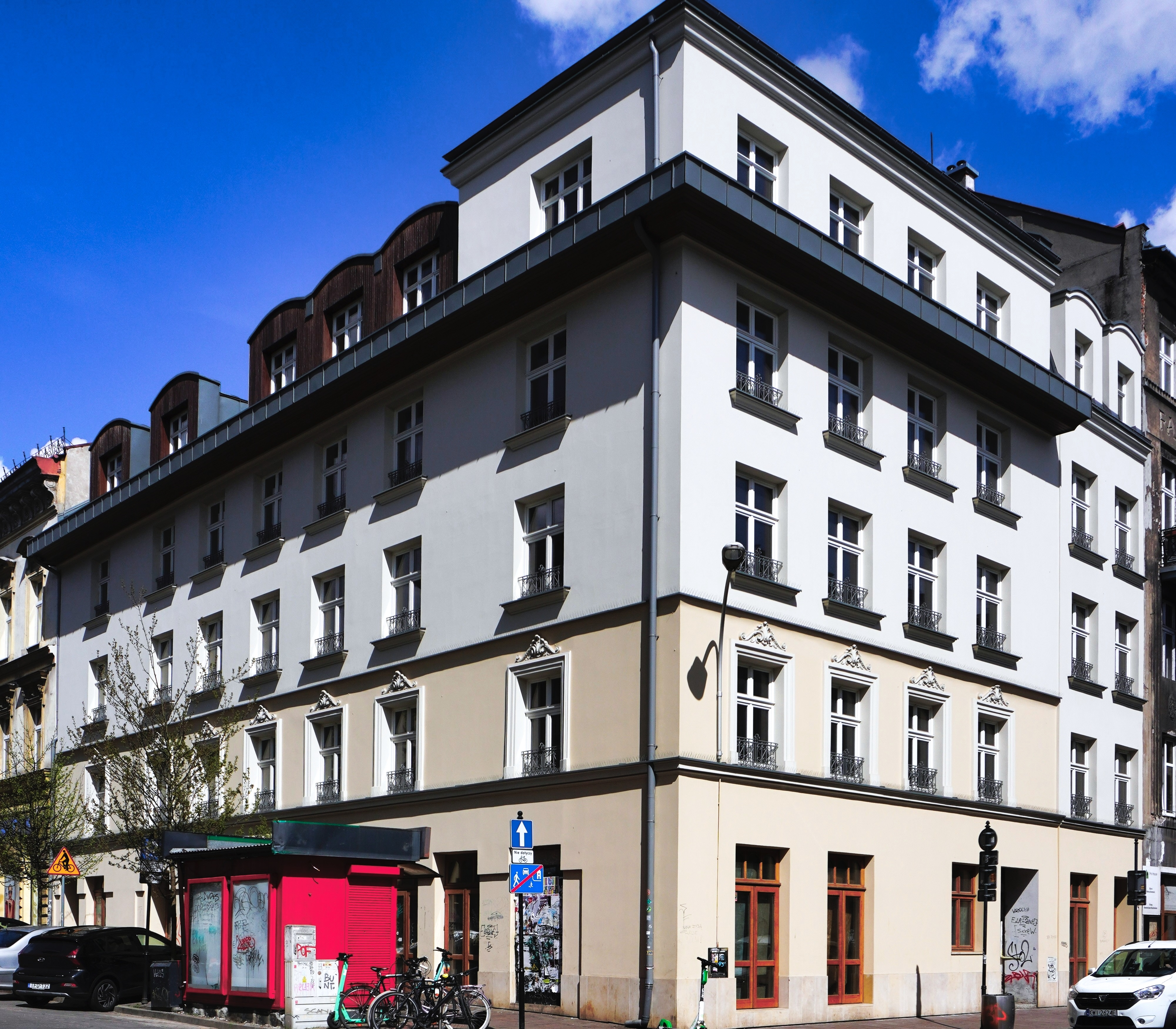
Ul. Bożego Ciała 4 (Ul. Miodowa 10). Kamienica (proj. August Pluszczyński, 1835–1840, przebudowana w latach 2018–2019)
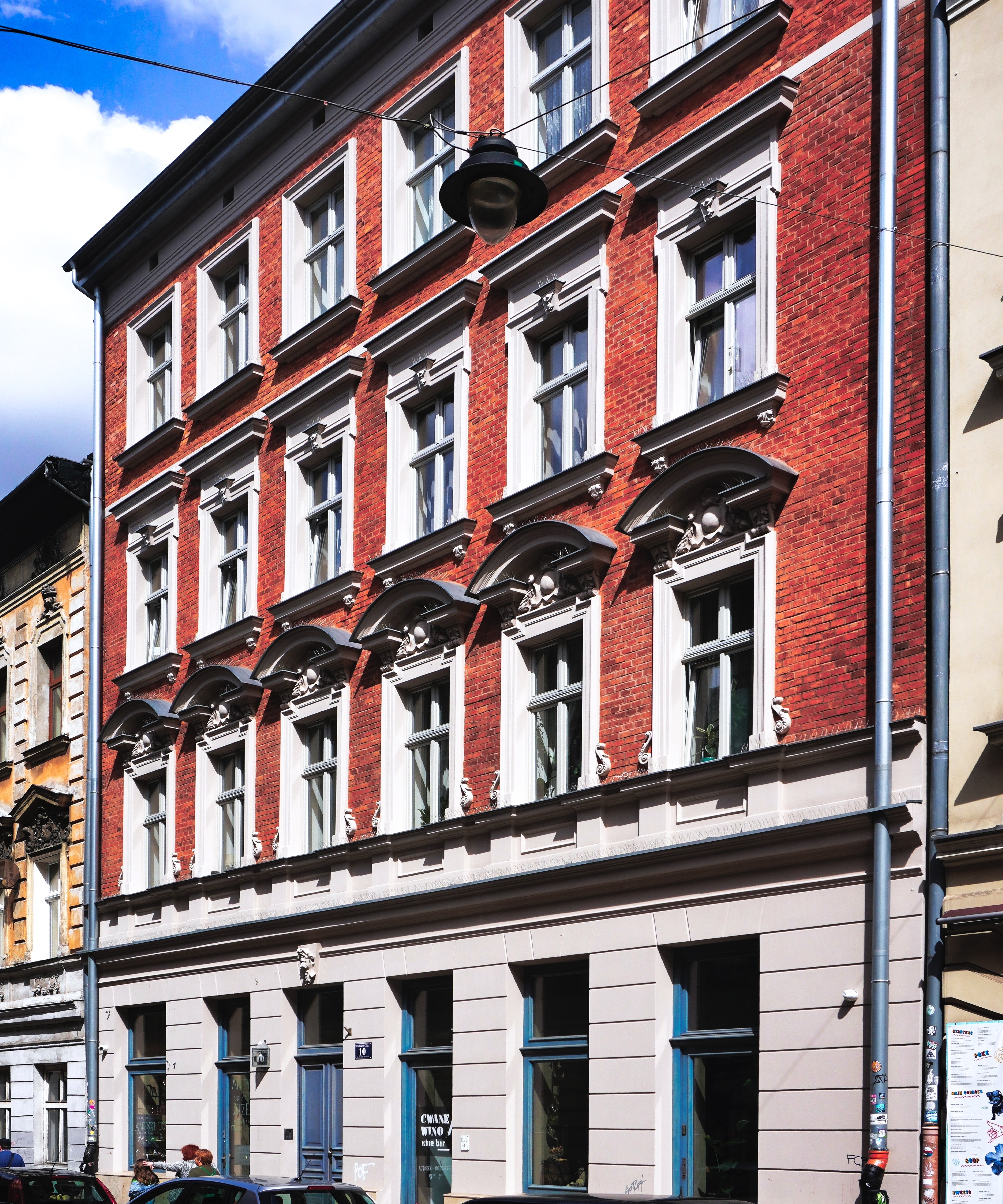
Ul. Bożego Ciała 10 Kamienica (proj. Leopold Tlachna, 1892)
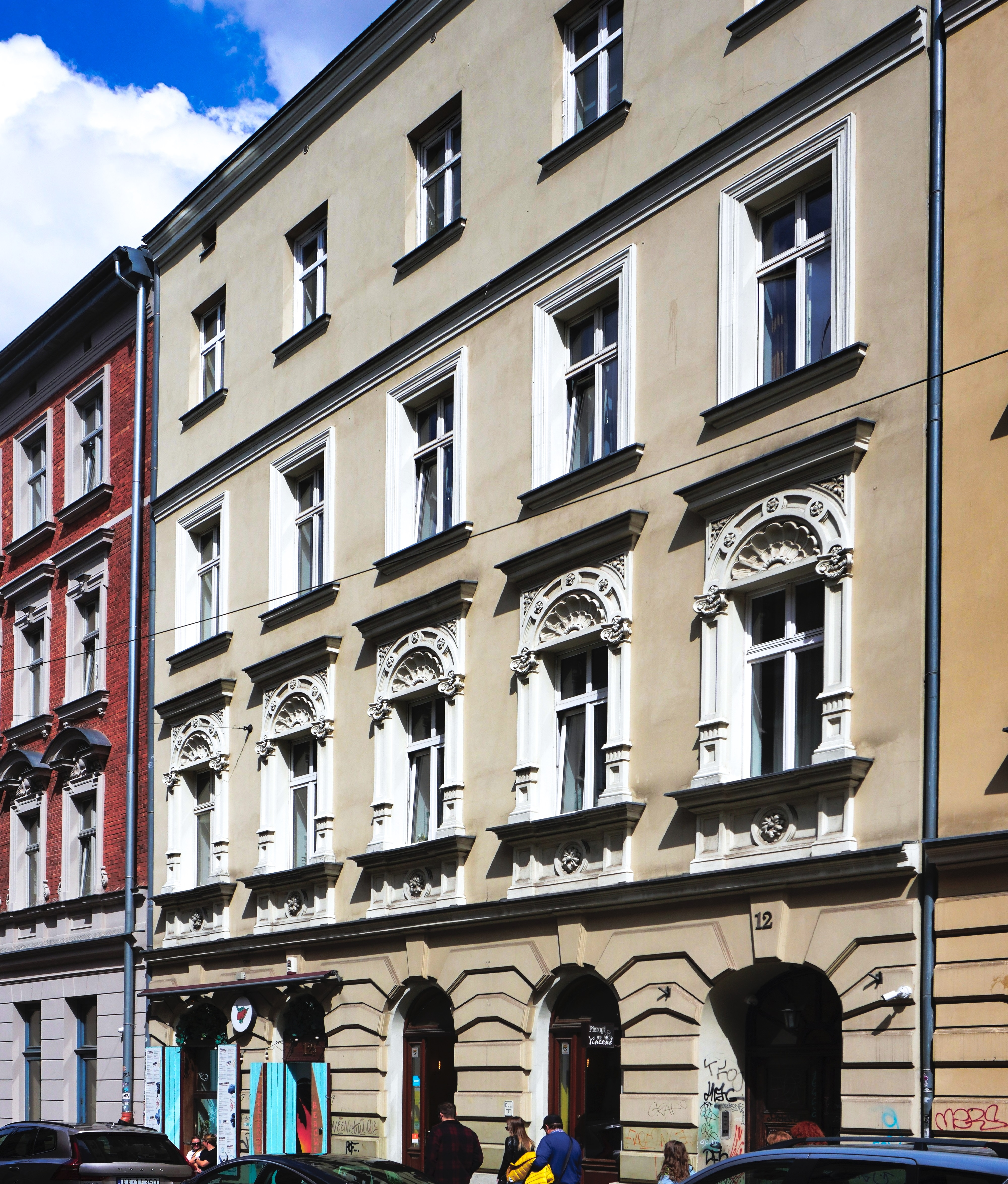
Ul. Bożego Ciała 12 Kamienica (ok. 1890)
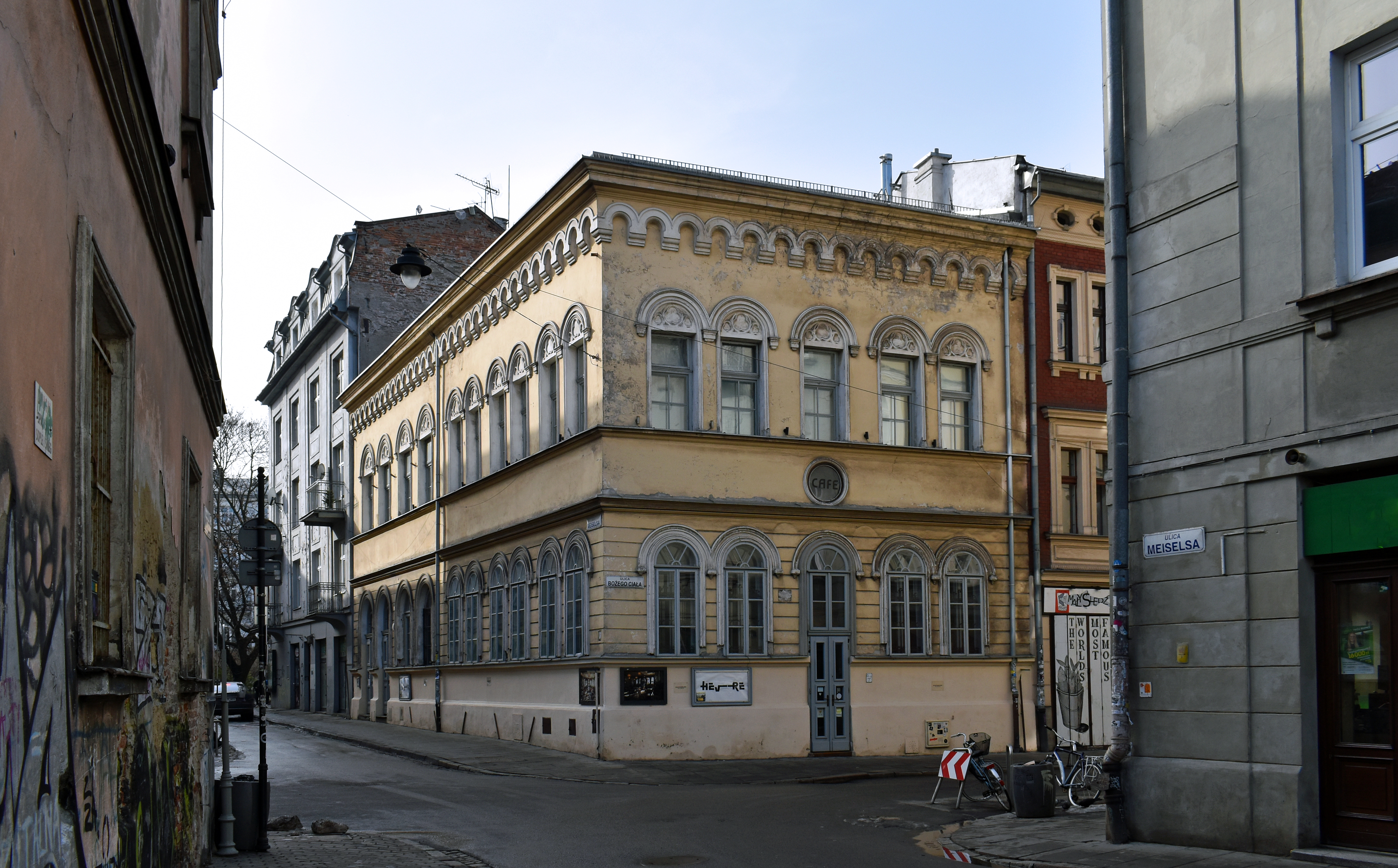
Ul. Bożego Ciała 13 Dawna synagoga Chewra Thilim
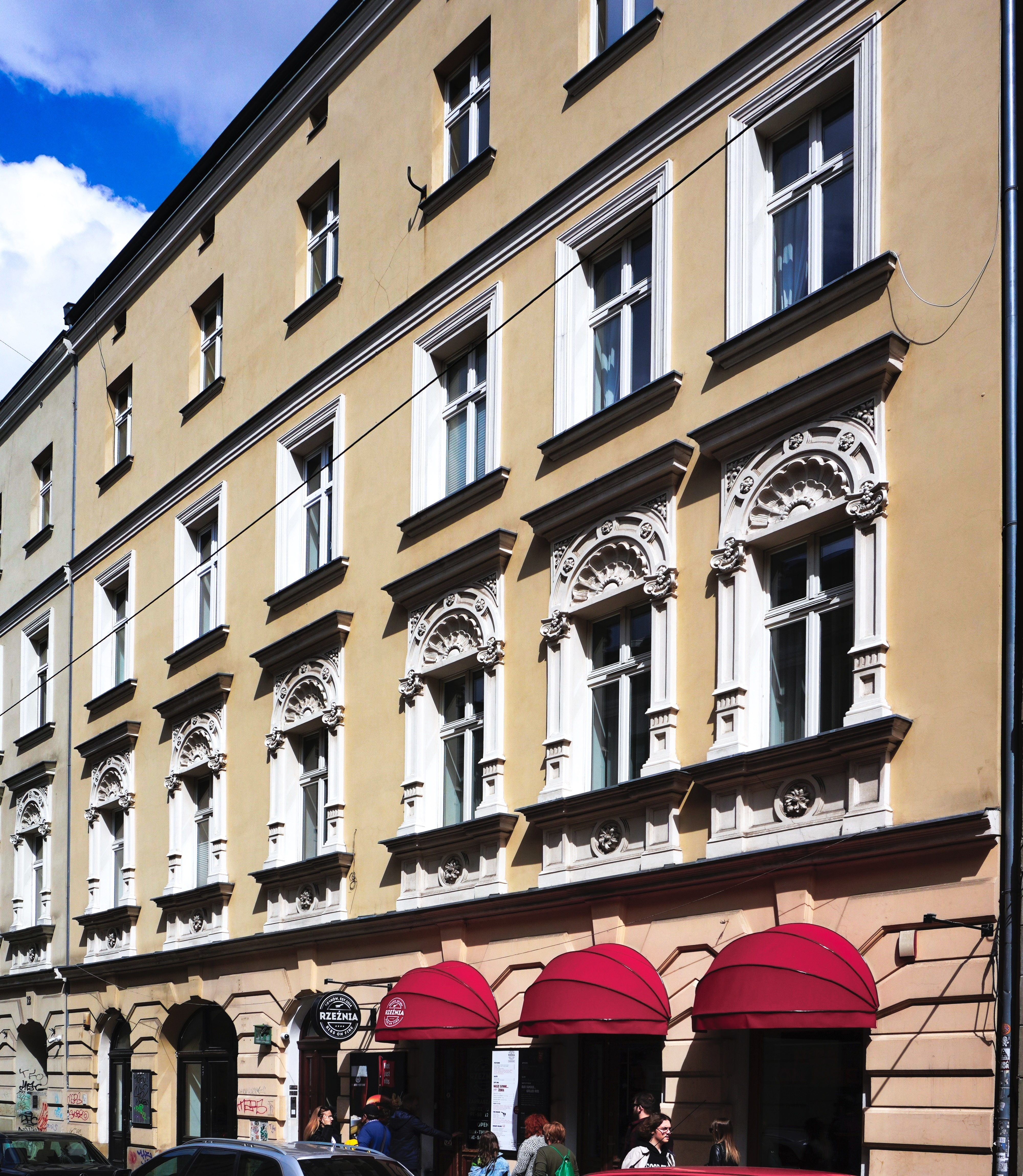
Ul. Bożego Ciała 14 Kamienica (ok. 1890)
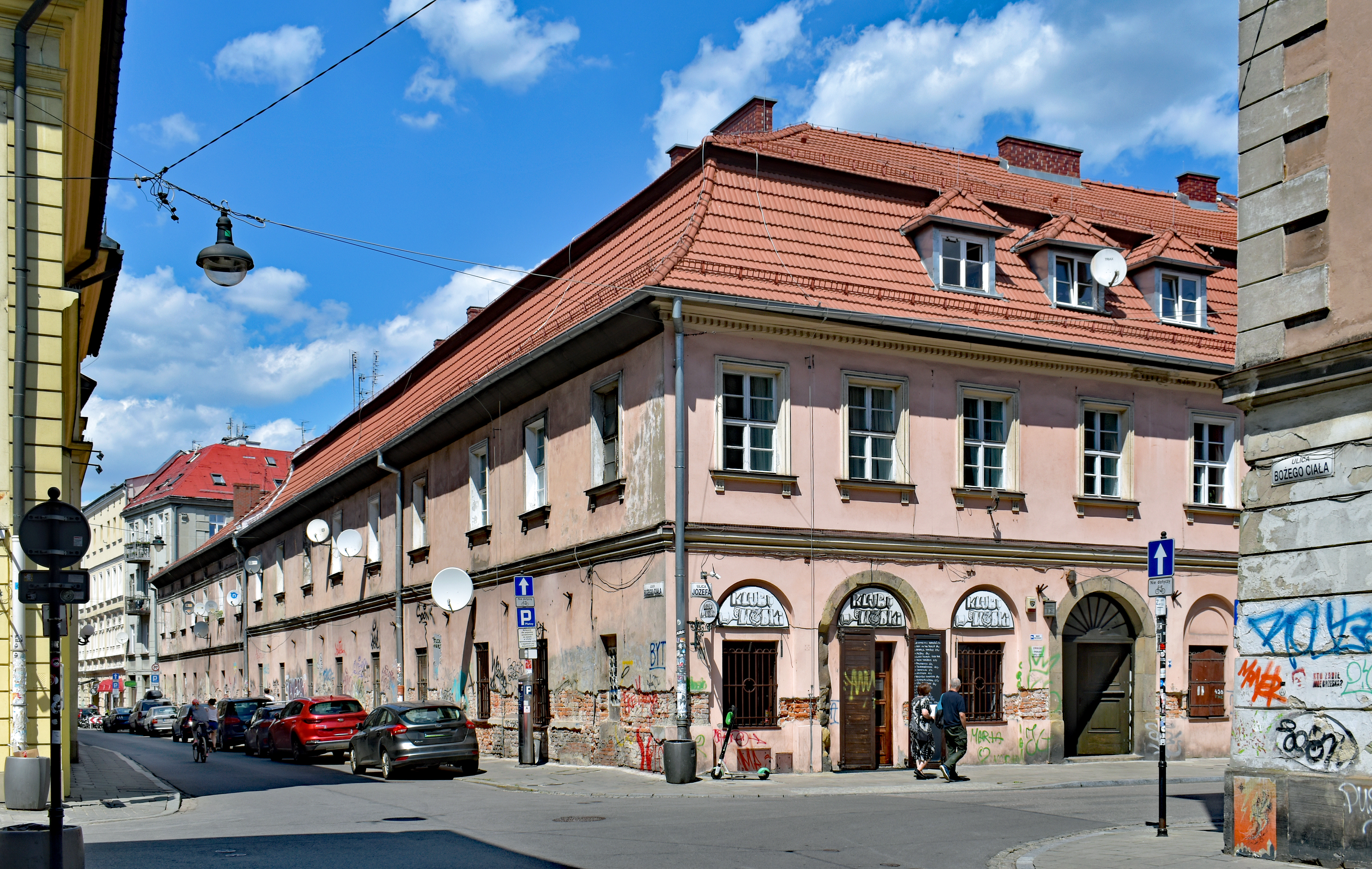
Ul. Bożego Ciała 18–20 Dawny zajazd
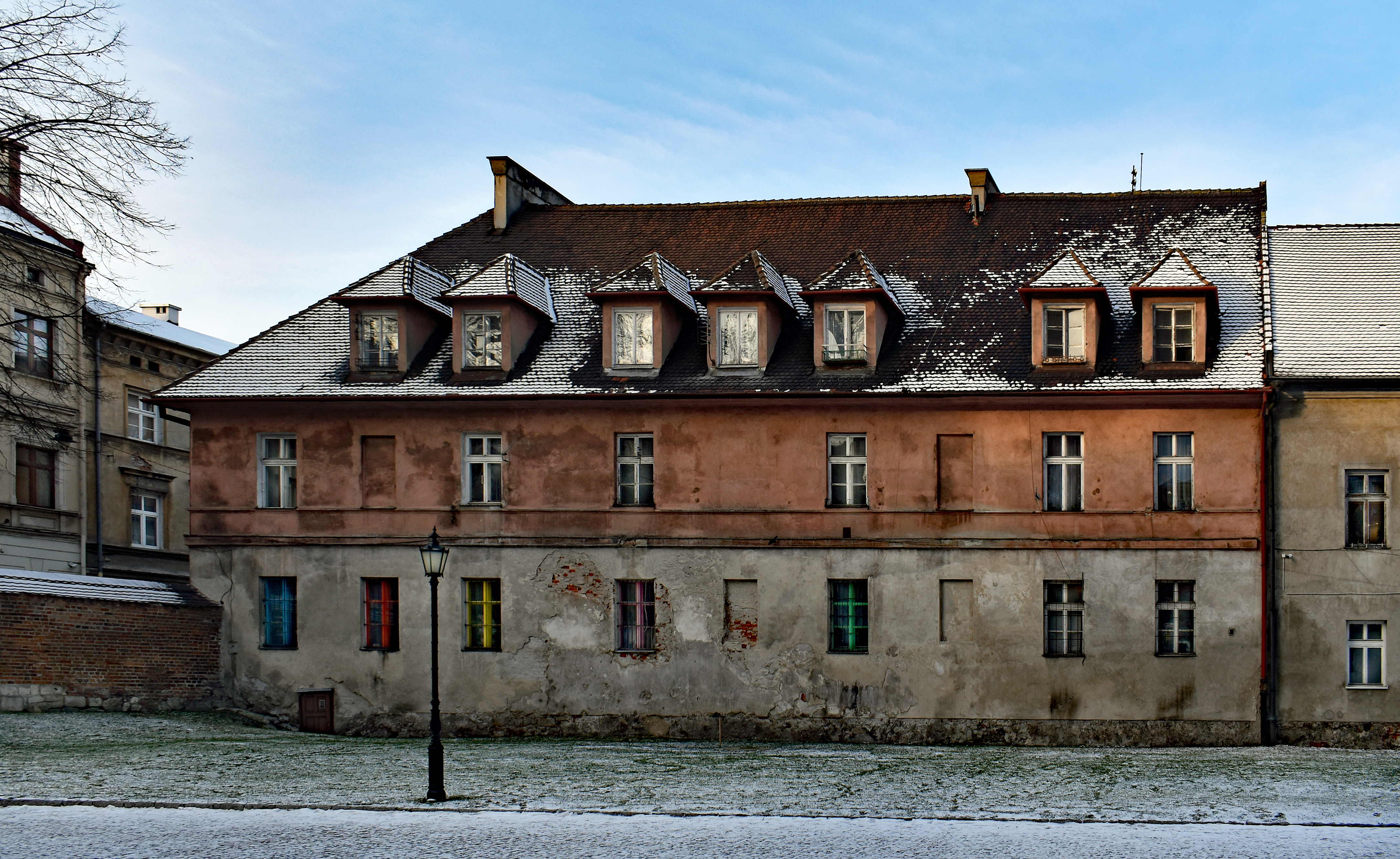
Ul. Bożego Ciała 24 Dawna „Nowa szkoła”
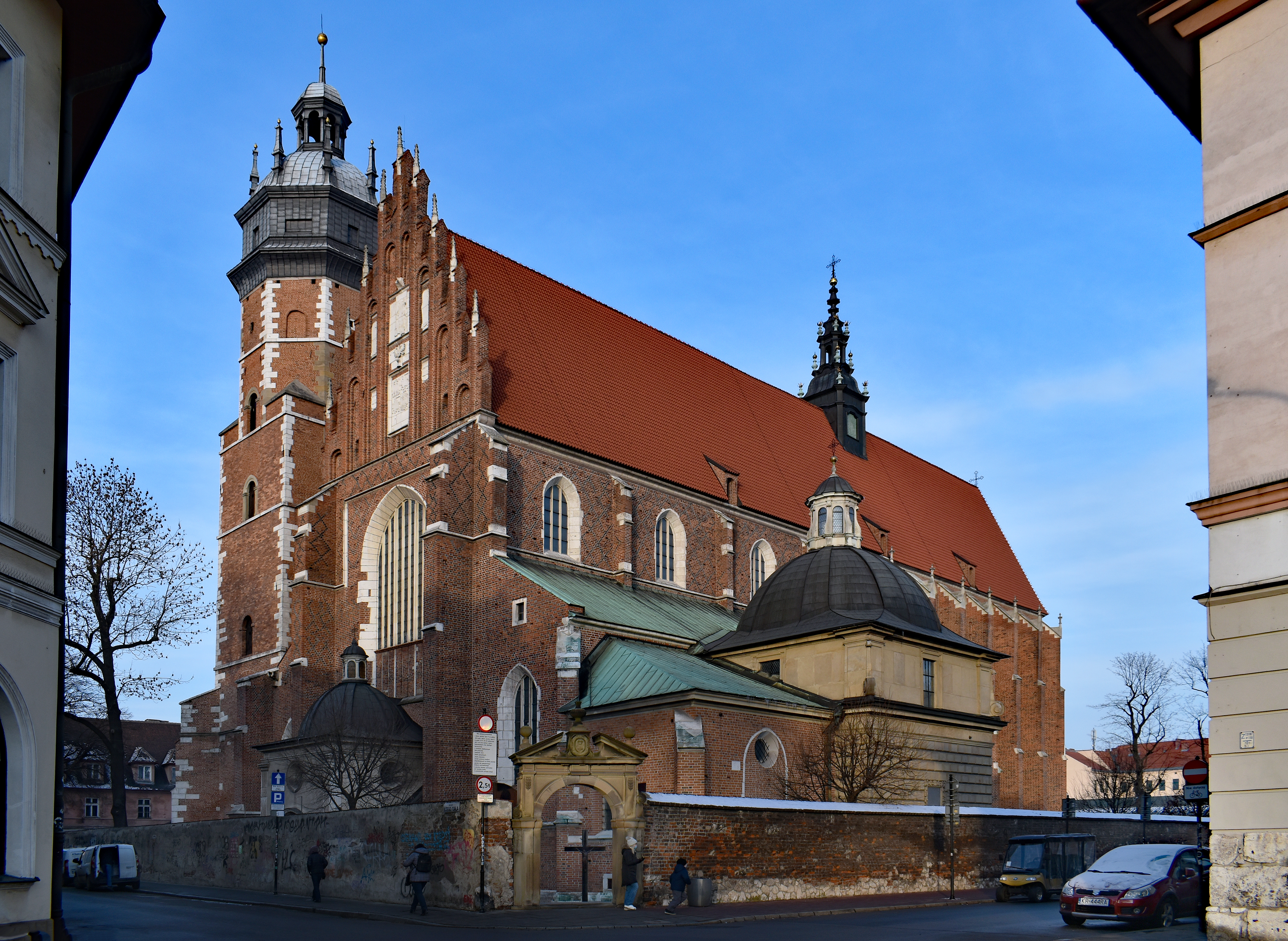
Ul. Bożego Ciała 26 Kościół Bożego Ciała

## Źródła
- Bożego Ciała, ulica. W: Encyklopedia Krakowa. Warszawa; Kraków: Wydawnictwo Naukowe PWN, 2000, s. 80. ISBN 83-01-13325-2.
- Praca zbiorowa Zabytki Architektury i budownictwa w Polsce. Kraków Krajowy Ośrodek Badań i Dokumentacji Zabytków Warszawa 2007, ISBN 978-83-922906-8-1, s. 126–127